# 231
Évszázadok: 2. század – 3. század – 4. század
Évtizedek: 180-as évek – 190-es évek – 200-as évek – 210-es évek – 220-as évek – 230-as évek – 240-es évek – 250-es évek – 260-as évek – 270-es évek – 280-as évek
Évek: 226 – 227 – 228 – 229 –  230 – 231 – 232 – 233 – 234 – 235 – 236

## Események

### Római Birodalom
- Lucius Tiberius Claudius Pompeianust és Titus Flavius Sallustius Paelignianust választják consulnak.
- Bár a perzsák nem tudják elfoglalni az ostromlott Niszibiszt, lovasaik végigfosztogatják Szíriát és Kappadókiáig is eljutnak. Severus Alexander császár és anyja Antiochiába utazik és megpróbálják diplomáciai úton rendezni a konfliktust, de nem járnak sikerrel.
- Démétriosz alexandriai püspök elűzi a városból Órigenészt, mert az az engedélye nélkül pappá szenteltette magát. Órigenész a júdeai Caesareában telepszik meg.

### Kína
- Csu-ko Liang, Su Han kancellárja ostrom alá veszi Vejben Csi-hegy erődjét. A felmentő erőket visszaveri, de aztán kimerülő élelmiszertartalékai miatt kénytelen hazavonulni. Az üldöző veji csapatokat csapdába csalja, a rajtaütésben elesik az egyik híres veji hadvezér, Csang Ho is.
- Visszatér Szun Csüan flottája, miután felfedezte Jicsou (Tajvan?) szigetét és néhány ezer szigetlakót fogolyként magával hoz. Azonban a legénység 80-90%-a betegségektől elpusztult, ezért Szun Csüan kivégezteti a flotta főparancsnokait.

## Halálozások
- Csang Ho, kínai hadvezér

## Fordítás
- Ez a szócikk részben vagy egészben  a(z)   231 című angol Wikipédia-szócikk ezen változatának fordításán alapul.  Az eredeti cikk szerkesztőit annak laptörténete sorolja fel. Ez a jelzés csupán a megfogalmazás eredetét és a szerzői jogokat jelzi, nem szolgál a cikkben szereplő információk forrásmegjelöléseként.